# Мендота (Міннесота)
Мендота (англ. Mendota) — місто (англ. city) в США, в окрузі Дакота штату Міннесота. Населення — 183 особи (2020).

## Географія
Мендота розташована за координатами 44°53′12″ пн. ш. 93°9′40″ зх. д. / 44.88667° пн. ш. 93.16111° зх. д. (44.886613, -93.161034).  За даними Бюро перепису населення США в 2010 році місто мало площу 0,77 км², з яких 0,69 км² — суходіл та 0,07 км² — водойми.

## Демографія
Згідно з переписом 2010 року, у місті мешкало 198 осіб у 78 домогосподарствах у складі 52 родин. Густота населення становила 259 осіб/км².  Було 82 помешкання (107/км²).
Расовий склад населення:
| - 91,4 % — білих - 2,0 % — азіатів - 1,5 % — корінних американців - 1,5 % — чорних або афроамериканців - 1,5 % — осіб інших рас |

До двох чи більше рас належало 2,0 %. Частка іспаномовних становила 3,5 % від усіх жителів.
За віковим діапазоном населення розподілялося таким чином: 26,8 % — особи молодші 18 років, 63,1 % — особи у віці 18—64 років, 10,1 % — особи у віці 65 років та старші. Медіана віку мешканця становила 37,8 року. На 100 осіб жіночої статі у місті припадало 90,4 чоловіків;  на 100 жінок у віці від 18 років та старших — 113,2 чоловіків також старших 18 років.
Середній дохід на одне домашнє господарство  становив 163 059 доларів США (медіана — 66 250), а середній дохід на одну сім'ю — 222 084 долари (медіана — 68 750). За межею бідності перебувало 14,3 % осіб, у тому числі 15,6 % дітей у віці до 18 років та 0,0 % осіб у віці 65 років та старших.
Цивільне працевлаштоване населення становило 124 особи. Основні галузі зайнятості: мистецтво, розваги та відпочинок — 22,6 %, роздрібна торгівля — 11,3 %, фінанси, страхування та нерухомість — 11,3 %.